# Transazione (psicologia)
La transazione, in psicologia, indica l'unità base della comunicazione fra due individui.

## Esempio
Una transazione si compone di due parti:
- Stimolo: per esempio, l'individuo A dice a B: "Come va?"
- Reazione: per esempio, l'individuo B dice a A: "Non c'è male"

## Analisi transazionale
L'analisi transazionale pone l'accento sullo stato dell'individuo che partecipa alla transazione, che può essere: genitore, adulto, bambino.
È importante capire lo stato dell'individuo per interpretare correttamente il senso della transazione. Il significato ultimo del messaggio non è sempre quello letterale, in particolare quando l'individuo si trova negli stati genitore o bambino.